# Bismarckgråfågel
Bismarckgråfågel (Edolisoma remotum) är en fågel i familjen gråfåglar inom ordningen tättingar.

## Utbredning och systematik
Bismarckgråfågel förekommer i Bismarckarkipelagen och delas in i fyra underarter med följande utbredning:
- E. r. remotum – Niu Ailan, New Hanover och ön Feni i Bismarckarkipelagen
- E. r. matthiae – Stormöarna och St Matthiasöarna
- E. r. heinrothi – Niu Briten
- E. r. rooki – ön Umboi

Tidigare placerades alla underarter utom nominatformen i Edolisoma tenuirostre, samtidigt som bukidagråfågeln (E. erythropygium) inkluderades i arten. Dessa taxa har omfördelats efter studier som visar på genetiska, utseendemässiga och lätemässiga skillnader.

### Släktestillhörighet
Den liksom flertalet taxa placerades tidigare i Coracina, men DNA-studier visar att det släktet är parafyletiskt visavi drillfåglarna i Lalage.

## Status
IUCN har en annan artindelning, där nominatformen remotum kombineras med fyra taxa numera urskilda som arten bukidagråfågel (E. erythropygium). Den konstellationen kategoriserar IUCN som livskraftig.